# Stadtgraben (Lübeck)

Der Verlauf des Stadtgrabens (rot markiert)

Blick auf den Stadtgraben von der Stadtgrabenbrücke; der Wasserlauf zeichnet an dieser Stelle die Spitze der früheren Bastion Scheune nach

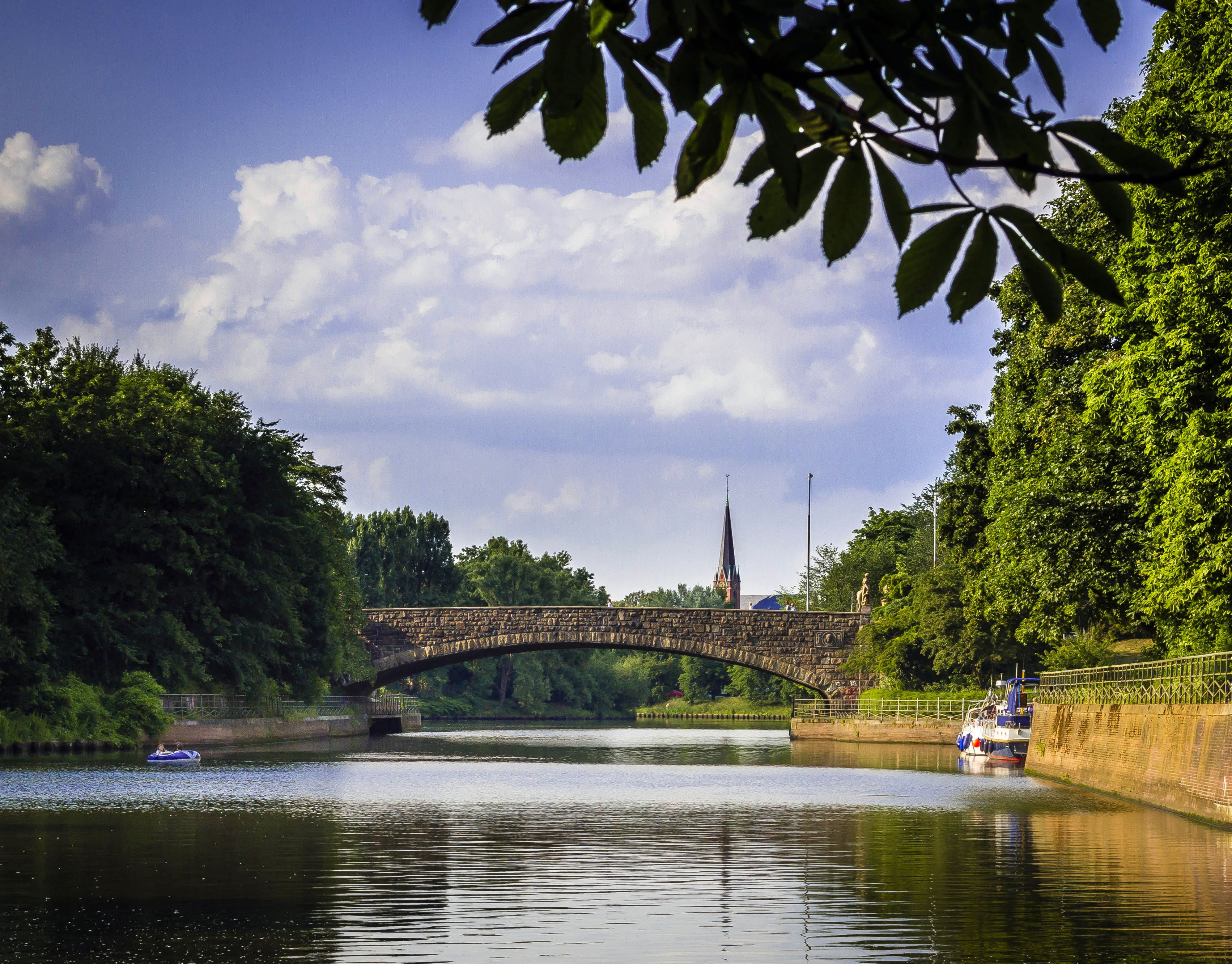
Stadtgraben mit Puppenbrücke

Der Stadtgraben ist ein Gewässer in Lübeck.

## Verlauf
Der etwa 3 Kilometer lange Stadtgraben zweigt nahe der Lachswehr von der Trave (bzw. dem Elbe-Lübeck-Kanal) ab und führt annähernd parallel zur östlich davon verlaufenden Stadttrave an den Wallanlagen und der Wallhalbinsel entlang nordwärts, bis er schließlich unmittelbar nördlich der Altstadtinsel wieder in die Trave mündet. Nördlich des Buniamshofs besteht eine unter der Possehlstraße hindurchführende Verbindung zur Trave.

## Geschichte
Der Stadtgraben ist ein künstliches Gewässer, das durch den Bau der Bastionärbefestigung im 17. Jahrhundert entstand. Die Bastionen, die die Stadt nach Westen hin sicherten, bedurften eines vorgelagerten Grabens, der als Zweiggewässer der Trave angelegt wurde. Der Ursprung des Stadtgrabens ist noch immer an seinem Verlauf erkennbar, der an einigen Stellen bis heute die spitzen Konturen der einstigen Bastionen nachzeichnet.
Bei der Entfestigung der Stadt ab 1804 blieb der Stadtgraben zwar erhalten, erlangte aber nie Bedeutung als Verkehrsweg. Nur der nördlichste Teil wurde in der 2. Hälfte des 19. Jahrhunderts als Hafen für Holztransportschiffe genutzt, 1900 dann zum Wallhafen ausgebaut und in die Anlagen des Lübecker Hafens einbezogen. Mittlerweile wird dieser Bereich nur noch sporadisch als Hafen genutzt; der Stadtgraben ist vorwiegend zum Naherholungsgewässer geworden.

## Brücken
Der Stadtgraben wird von insgesamt sechs Brücken überspannt. Von Süden nach Norden sind dies:
- Lachswehrbrücke
- Wielandbrücke
- Puppenbrücke
- Stadtgrabenbrücke
- Marienbrücke
- Eutiner Eisenbahnbrücke

Siehe auch: Liste von Brücken in Lübeck.